# Мі-28
Мі-28 (за кодифікацією НАТО: Havoc, досл. «спустошувач») — радянський та російський ударний вертоліт, призначений для пошуку і знищення в умовах активної вогневої протидії танків та іншої броньованої техніки, а також малошвидкісних повітряних цілей і живої сили противника.

## Історія
Розробка вертольота велася на Московському вертолітному заводі ім. М. Л. Міля з 1978 року в умовах творчого змагання з ОКБ Камова.
Проектування Мі-28 розпочалося під керівництвом Марата Тищенко у 1980 році. У 1981 році був прийнятий дизайн і макет. Перший прототип (№ 012) вперше піднявся в повітря 10 листопада 1982 року. Другий прототип (№ 022) був завершений у 1983 році. У 1984 році Мі-28 пройшов перший етап державних випробувань, але в жовтні 1984 року ВПС СРСР обрали більш передовий Ка-50 як новий протитанковий вертоліт. Розробка Мі-28 продовжувалася, але з нижчим пріоритетом. У грудні 1987 року було схвалено виробництво Мі-28 на заводі «Роствертол» у Ростові-на-Дону.
Ранній серійний Мі-24 був оснащений датчиком повітряних параметрів для тесту технологій для Мі-28. Пізніше кілька Мі-24Д були оснащені кріпленням радіолокаційного куполу Мі-28 для випробування можливостей прицільно-польотно-навігаційного комплексу, а інші мали перероблені фюзеляжі, що дуже нагадували майбутній Мі-28, але з округлими кабінами.
У січні 1988 року перший прототип Мі-28А (№ 032) здійснив політ. Він був оснащений більш потужними двигунами і «Х»-подібним хвостовим ротором замість трилопатевого. Мі-28А дебютував на Паризькому авіасалоні в червні 1989 року. У 1991 році був завершений другий Мі-28А (№ 042). Програму Мі-28А було скасовано у 1993 році, оскільки він був визнаний неконкурентоспроможним у порівнянні з Ка-50, особливо через відсутність здатності до всепогодного використання.

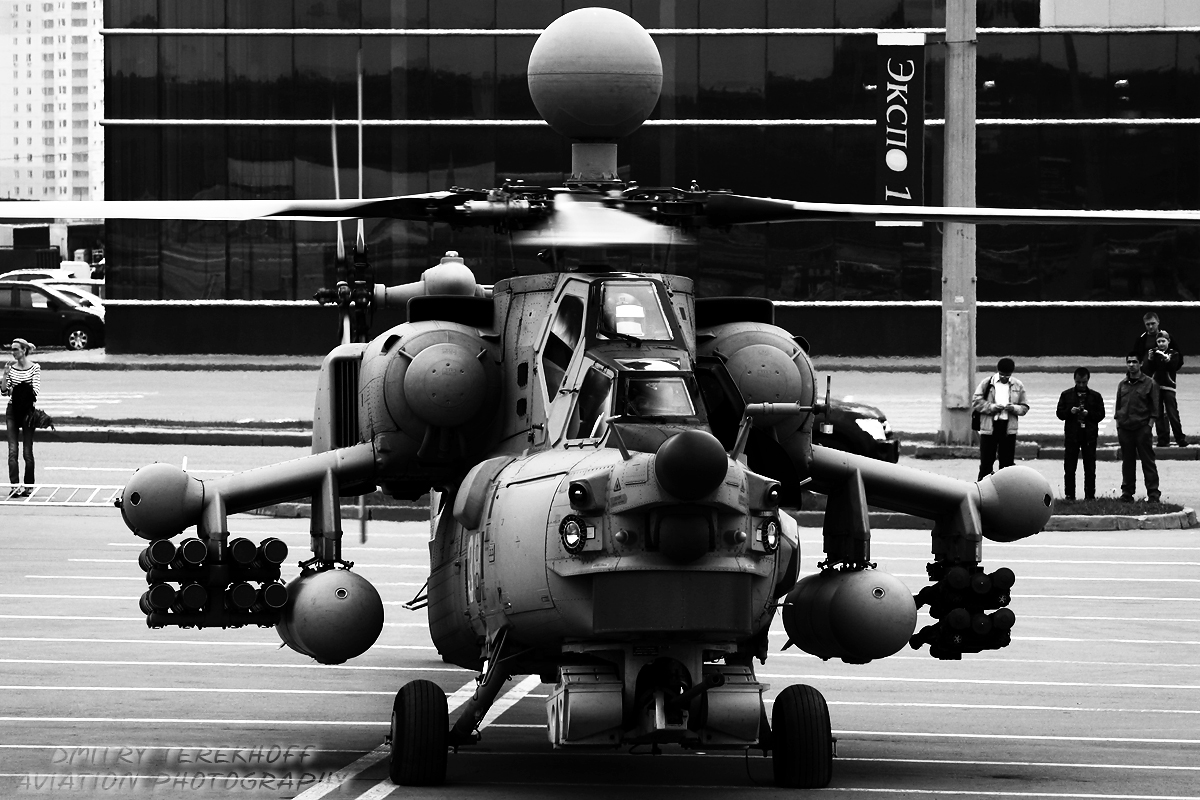
Мі-28Н під час виставки

Мі-28Н був представлений у 1995 році, де «Н» означає «нічний». Прототип (№ 014) вперше піднявся в повітря в жовтні 1996 року. Найважливішою особливістю є радар у круглій кришці над головним ротором, подібний до американського AH-64D Apache Longbow. Мі-28Н також має покращену оптичну систему та прицільний пристрій під носом, включаючи телевізійну камеру та тепловізор. Через фінансові проблеми розробка була перервана. Другий прототип з покращеним дизайном ротора був представлений у березні 2004 року на заводі «Роствертол».
Перший серійний Мі-28Н був доставлений армії 5 червня 2006 року. До 2015 року планувалося придбати 67 Мі-28Н, щоб повністю замінити Мі-24. Завод «Роствертол» поставив близько 140 вертольотів Мі-28Н та Мі-35М у 2012—2014 роках для внутрішніх і зарубіжних клієнтів; у 2015 році було поставлено 28 вертольотів.
Міль також розробив експортний варіант Мі-28Н під назвою Мі-28НЕ і більш простий денний варіант вертольота Мі-28Д, заснований на дизайні Мі-28Н, але без радара і тепловізора.
З 2008 року ведеться розробка п'ятого покоління, під назвою Мі-28НМ. За словами тодішнього генерального директора «Вертольоти Росії» Андрія Шибітова, критерії для модернізованого вертольота включають малопомітність для радарів, збільшену дальність польоту, удосконалену систему керування озброєнням, деякі можливості винищувача та швидкість до 600 км/год.
У 2016 році російські ЗМІ повідомили про розробку нової, удосконаленої системи шолома, призначеної для відображення візуальної інформації для прицілювання на цілі в будь-якому полі зору для Мі-28Н.

## Безпека
При виникненні позаштатної ситуації або катастрофічного руйнування конструкції на висоті більше 100 м спочатку відстрілюються двері обох кабін, потім спеціальними різаками перерізаються ремені примусового притягання, надуваються спеціальні «трапи» — балонети, які не дають екіпажу при залишанні зачепити шасі або повернуту гармату, і екіпаж покидає машину за допомогою парашутів.
За такої самої ситуації, але на висоті менше 100 м спрацьовує система примусового притягання ременів, яка надійно фіксує екіпаж в енергопоглинаючих кріслах «Памір-К» розробки КБ «Зірка». Спочатку енергію удару гасять основні стійки шасі, які деформуючись поглинають її. Далі в роботу вступають крісла, які здатні погасити вертикальне навантаження 50-60 g до 15-17 g, забезпечуючи травмобезпечність пілоту та штурману-оператору.

## Фігури вищого пілотажу
Мі-28 може здійснювати: петлю Нестерова, переворот Іммельмана, бочку, політ боком, політ назад, вбік зі швидкістю до 100 км/год, розворот із кутовою швидкістю до 117 градусів/с, максимальна кутова швидкість крену більше 100 град./с.

## Тактико-технічні характеристики
Дані взяті з Russian Helicopters, JSC, Jane's All The World's Aircraft 2000—2001, ВАТ «Московський вертолітний завод ім. М. Л. Міля»

### Технічні характеристики

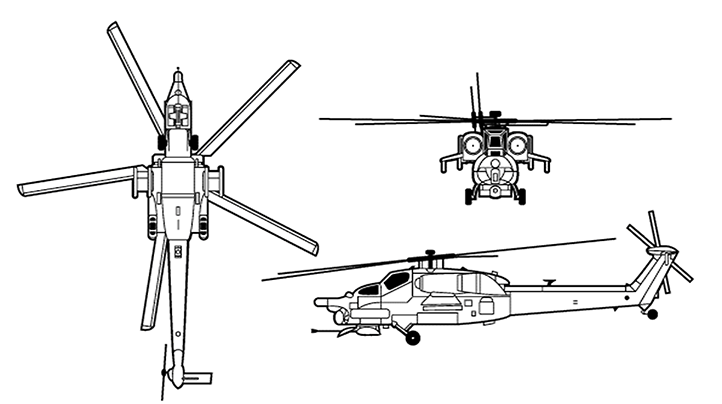
Схема Mi-28 в 3 проекціях

- Екіпаж: 2 чол. (пілот та штурман-оператор)
- Довжина фюзеляжу: 17,05 м
- Висота: 3,82 м
- Ширина: 5,89 м
- Діаметр несучого гвинта: 17,5 м
- Діаметр рульового гвинта: 3,85 м
- Маса порожнього: 8 095 кг
- Нормальна злітна маса: 10 900 кг
- Максимальна злітна маса: 12 100 кг
- Маса палива у внутрішніх баках: 1500 кг
- Силова установка: 2 × ТВаД ВК-2500/ВК-2500П
- Потужність двигунів: 2 × 2400/2500 к. с. (на злітному режимі)
  - у надзвичайному режимі: 2 × 2700/2800 к. с.
  - у крейсерському режимі: 2 × 1500 к. с.

### Льотні характеристики
- Максимальна швидкість: 320 км/год
- При горизонтальному польоті: 300 км/год[9]
- Крейсерська швидкість: 265 км/год
- Практична дальність: 450 км[9][13]
- Бойовий радіус: 200 км
- Перегінний радіус: 1087 км з ППБ[9]
- Статична стеля: 3 600 м[13]
- Динамічна стеля: 5 000 м[9]
- Швидкопідйомність: 13,6 м/с
- Максимальне експлуатаційне перевантаження: +3 -0.5 g

### Озброєння
- Стрілецько-гарматне:
  - 1 × 30-мм гармата 2А42, 250 снарядів
- Точки підвісу: 4
- Бойове навантаження: 2 300 кг
- Керовані ракети:
  - ЛБКР «Виріб 305» (для Мі-28НМ)
  - 16 × ПТКР «Атака-В»; «Атака-ВН»
  - «Штурм-В»
  - 4 × 4 КР 9М39 «Ігла-В»
- Некеровані ракети:
  - 10 × 122-мм НАР С-13 
або
40 × 80-мм НАР С-8

## Тендери на постачання в інші країни
В 2012 році між РФ та Іраком був підписаний контракт на постачання 36 Мі-28НЭ на загальну суму $2,0 млрд. В 2013 році договір, підписаний у жовтні 2012 року, буде переглянуто: замість домовлених спочатку 36 Мі-28НЕ Ірак отримає 40 одиниць на ту ж суму.

## Бойове застосування

### Ірак
25 червня 2016 року за заявами ЗС Іраку, Мі-28 відіграв важливу роль під час кампаній зі звільнення міст, зокрема Ель-Фаллуджі, битви за Рамаді, та інших операціях. З початку 2017 року вертольоти Мі-28 були задіяні у битві за Мосул.

### Росія

#### Російсько-українська війна
1 квітня 2022 року з'явилась інформація про знищення одного Мі-28Н російських загарбників. Це сталось неподалік Попасної в Луганській області. Пара вертольотів виконувала стрільбу некерованими ракетами з кабрування (так званий «танок страху»).
На відео добре видно, що перший вертоліт — Ка-52 відстрілює НУРСи, потім аналогічний маневр повторює Мі-28Н, який попри відстрілювання теплових пасток все-таки отримує ракетою під хвостову балку внаслідок чого хвостова частина відокремилась від основної частини корпусу й він майже одразу впав на землю.
За твердженням низки британських ЗМІ в даному випадку вертоліт був збитий британським ПЗРК Starstreak. Цілком імовірно, цей випадок став бойовим хрещенням для британського ПЗРК. На думку журналістів та опитаних ними фахівців на поширеному відео видно, що хвостову балку перебито саме вольфрамовими дротиками зенітної ракети цього ПЗРК.
6 серпня 2024 року СБУ заявила, що російський Мі-28 у Курській області був пошкоджений дроном FPV. СБУ стверджує, що це перше в історії успішне ураження вертольота під час польоту за допомогою дрона.
23 березня Сили спеціальних операцій у взаємодії з ГУР МО, Ракетними військами і артилерією знищили два ворожих вертольоти Мі-8 та значно пошкодили два Мі-28 (були помилково індентифіковані як два Ка-52). Завдяки броньованим пластинам обладнання всередині, двигун, а також місця для пілота та оператора озброєння Мі-28НМ залишилися неушкодженими. Для ураження російської авіатехніки застосували реактивну систему HIMARS з ракетами M30A2.
Станом на 13 липня 2025 року редактори Oryx Blog знайшли фото чи відео підтвердження безповоротної втрати Росією 14 гелікоптерів Мі-28 (знищених або захоплених українськими військовими), а також 4 гелікоптера отримали пошкодження.

## Аварії та катастрофи
- 15 лютого 2011  — у Будьонівському районі Ставропольського краю (РФ) зазнав аварії військовий вертоліт Мі-28. Аварійна ситуація з жорсткою посадкою бойового вертольота, за попередніми даними, сталася через відмову двигуна. У результаті події командир екіпажу вертольота помер у військовому госпіталі[26].
- 2 серпня 2015  — бойовий вертоліт ВПС Росії на полігоні «Дубровичі» у Рязанській області (РФ) під час демонструвального польоту на військовому авіашоу «Air Darts». Вертоліт, що належав пілотажній групі «Беркути», зірвався у «плоский штопор», здійснив «жорстке приземлення», повністю зруйнувався, 1 пілот загинув. Попередня причина аварії: відмова гідравлічної системи, зупинка заднього гвинта.
- 12 квітня 2016  — у Сирії розбився російський ударний вертоліт Мі-28Н, двоє людей загинули. Мі-28Н «Нічний мисливець» розбився в районі сирійського міста Хомс. Загинули два члени екіпажу[27].
- 11 грудня 2019  — бойовий вертоліт ВПС Росії розбився поблизу аеродрому «Коренівськ» у Краснодарському краї (РФ) під час навчально-тренувального польоту в нічний час у начебто складних метеоумовах і погодних умовах (достовірні дані відсутні). Уламки знайшли за 2 км від аеродрому. Екіпаж вертольоту (командир і другий пілот) загинув[28]. Загиблі пілоти Олексій Склянкін та Руслан Кушніренко брали участь в атаці на українські катери в інциденті в Керченській протоці[29].
- 12 травня 2023  — поблизу міста Джанкой розбився вертоліт ВПС РФ, обидва пілота загинули[30].
- 2 січня 2024  — вертоліт ПС Уганди розбився на заході країни в районі Нтороко[31].
- 25 липня 2024  — вертоліт ПКС РФ розбився у Калузькій області (РФ), екіпаж загинув[32].
- 1 січня 2025  — вертоліт ПКС РФ розбився у Кам'янському районі Воронезької області (РФ), екіпаж загинув[33].
- 18 березня 2025 — вертоліт ПКС РФ розбився у Волосовському районі Ленінградській області (РФ), екіпаж загинув[34].

### Знищені під час російсько-української війни
- 7 травня 2022  — бойовий вертоліт збитий зенітним ракетним підрозділом Повітряних Сил ЗС України (Бук-М1) в повітряному просторі України[35][36].
- 9 травня 2022  — бойовий вертоліт Мі-28Н був збитий у Харківській області з реєстраційним номером RF-13654[37].
- 12 травня 2022  — бойовий вертоліт Мі-28 був збитий у Луганській області[38].
- 15 травня 2022  — бойовий вертоліт Мі-28 був збитий підрозділом 53-ї бригади (з ПЗРК «Ігла») поблизу Павлівки у Волноваському районі Донецької області[джерело?].
- 5 липня 2024  — вертоліт Мі-28 здійснив екстрену посадку та згорів після зіткнення з безпілотником в повітряному просторі Ростовської області (РФ)[39].
- 31 травня 2025  — вертоліт Мі-28 був знищений партизанами на територію 344-го Центру бойового застосування та перенавчання льотного складу армійської авіації РФ поблизу м. Торжок Тверської області[40].
- 28 червня 2025  — вертоліт Мі-28 був знищений на аеродромі «Кіровське» в ТОТ АРК[41][42].

## Оператори
Алжир
- Збройні сили Алжиру — 42+ одиниць Мі-28НЕ/Мі-28УБ, станом на 2024 рік[43];

 Ірак
- Збройні сили Іраку — 11 Мі-28НЕ та 4 Мі-28УБ, станом на 2024 рік[44];

 Іран
- заступник міністра оборони Ірану Махді Фарахі в листопаді 2023 року повідомив про отримання вертольотів Мі-28, начебто була досягнута домовленість про ліцензійне виробництво[45].

 Росія
- Збройні сили Росії — близько 70 Мі-28Н, близько 9 Мі-28НМ та 24 Мі-28УБ, станом на 2024 рік[46];
  - 39-й вертолітний полк — окупований аеродром Джанкой
  - 55-й окремий вертолітний полк — аеродром Коренівськ;
  - 332-й окремий гвардійський вертолітний полк;
  - 487-й окремий вертолітний полк — аеродром Будьонновськ;
  - 16-а бригада армійської авіації — аеродром Зерноград;
  - 344-й Центр бойового застосування та перенавчання льотного складу армійської авіації — Торжок.

## Зображення

Ударний вертоліт Мі-28Н на МАКС-2011 і на 3-й Міжнародній виставці вертолітної індустрії «HeliRussia 2010»
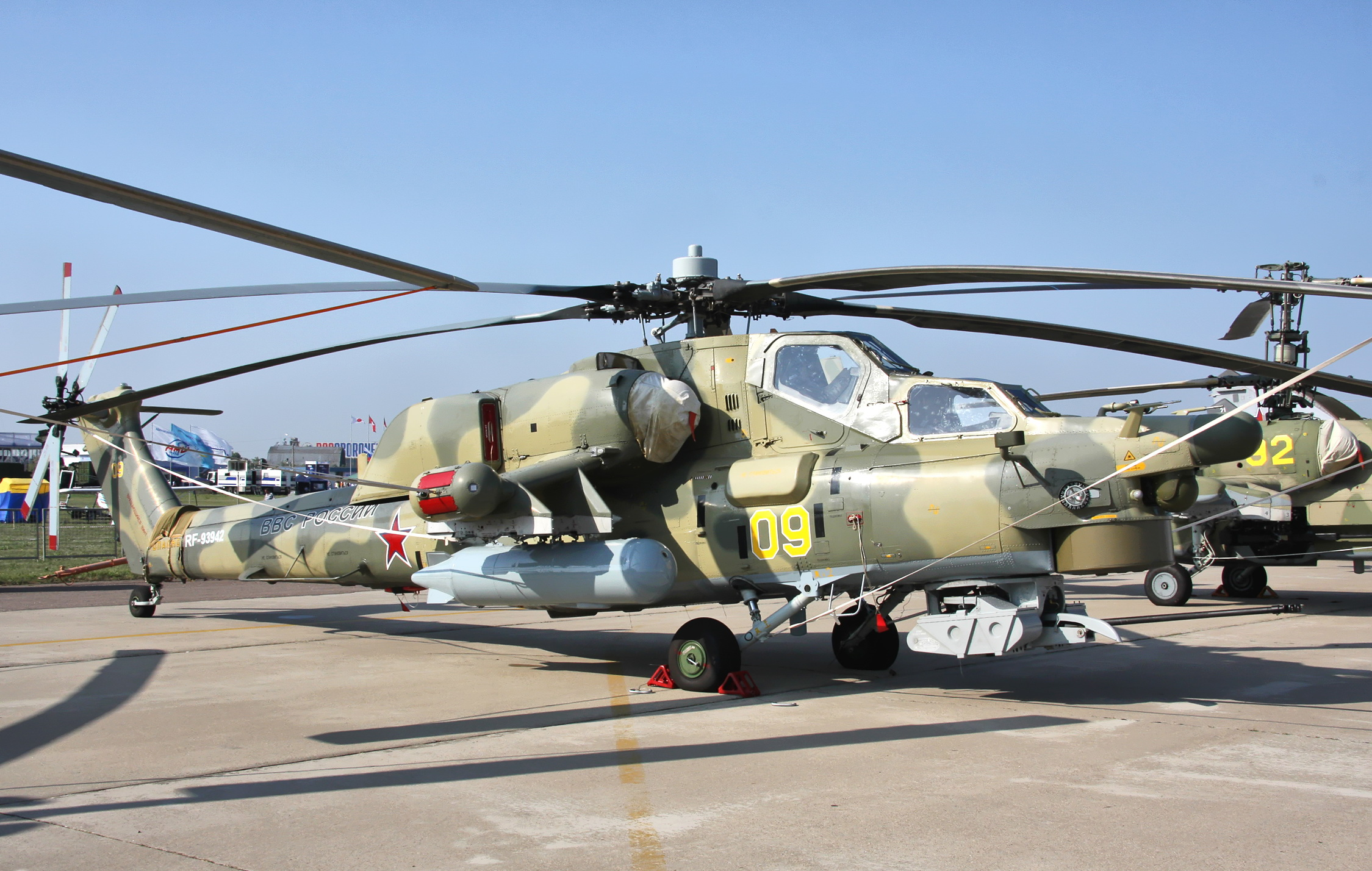
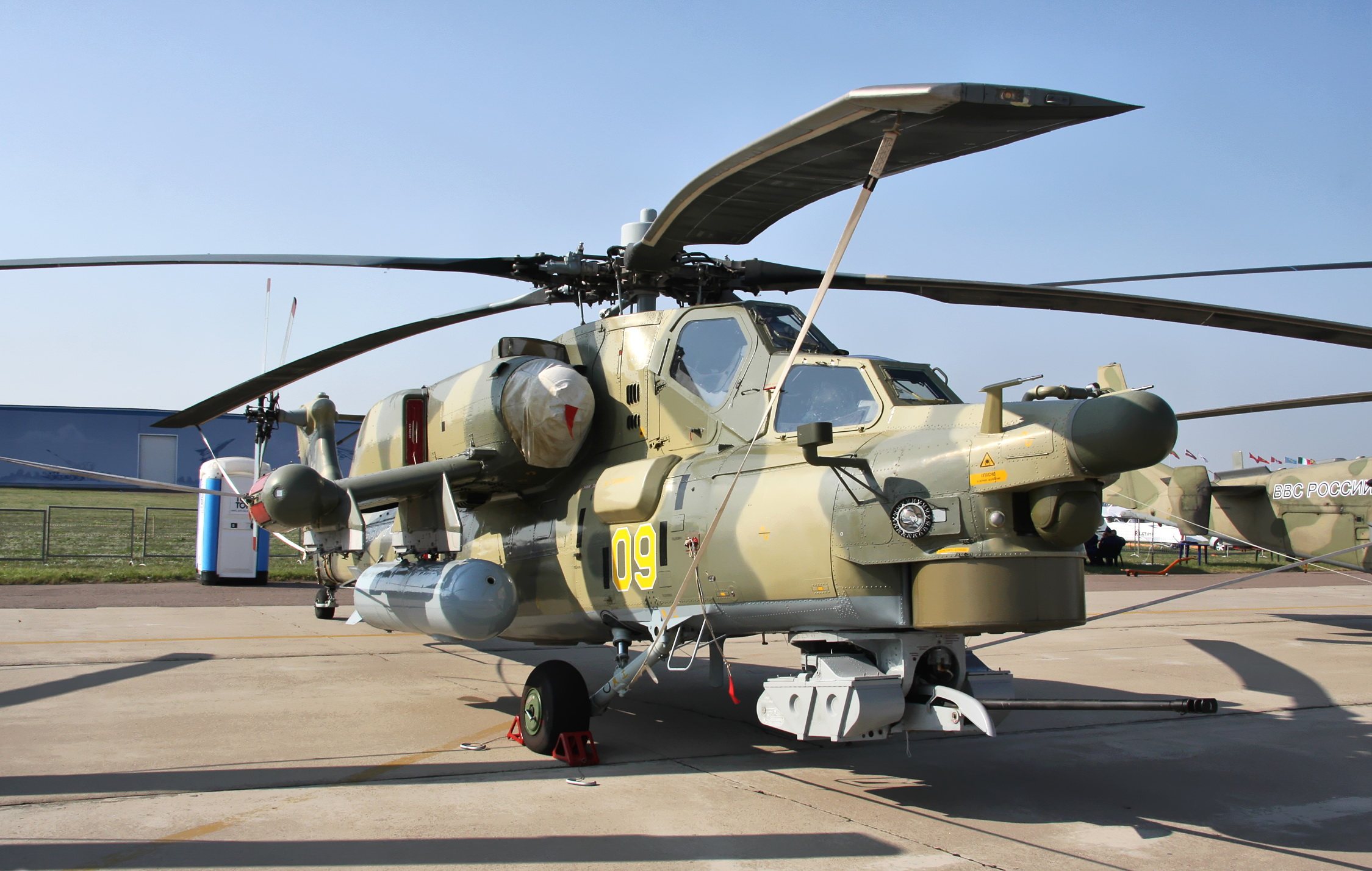
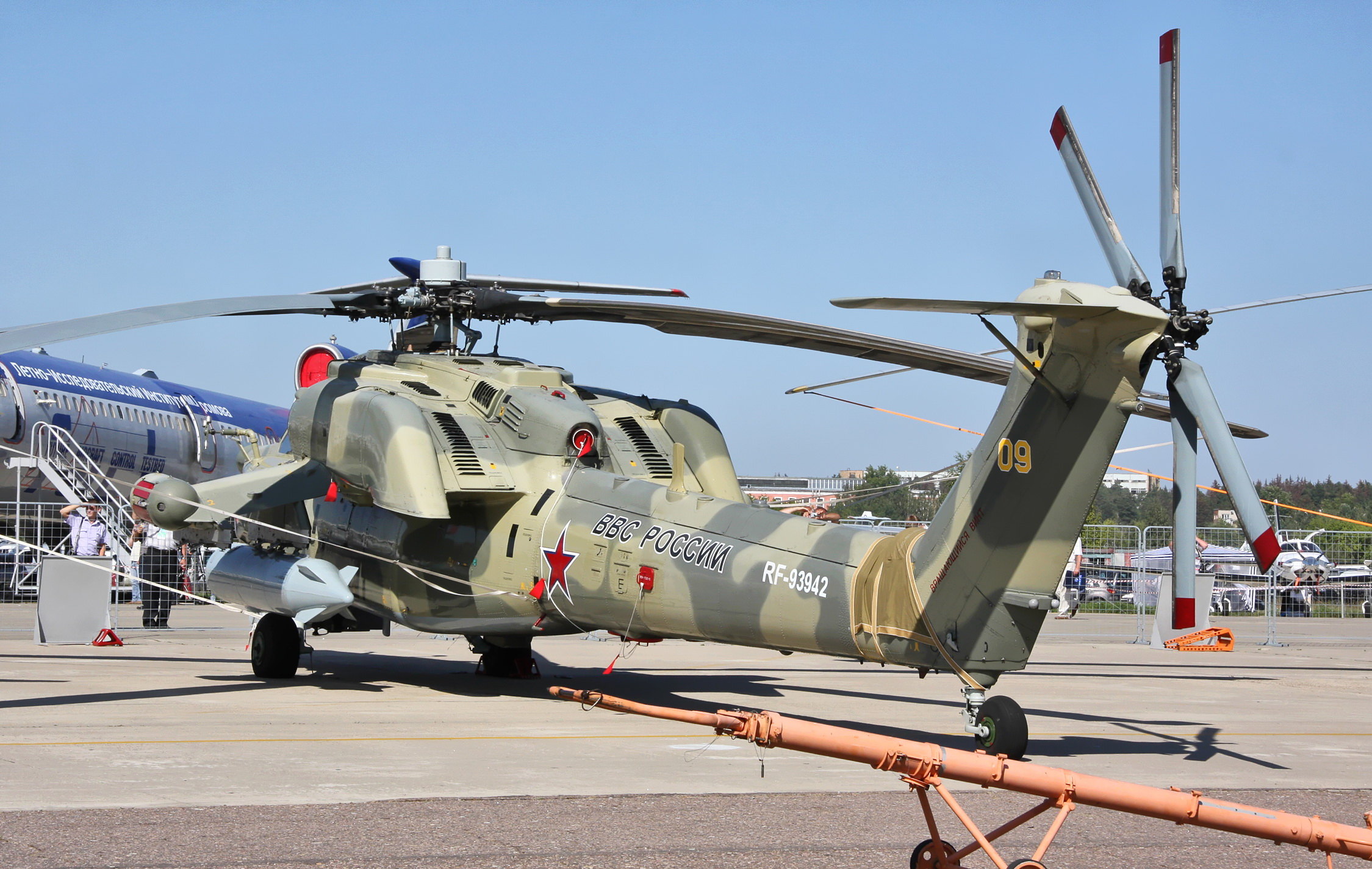
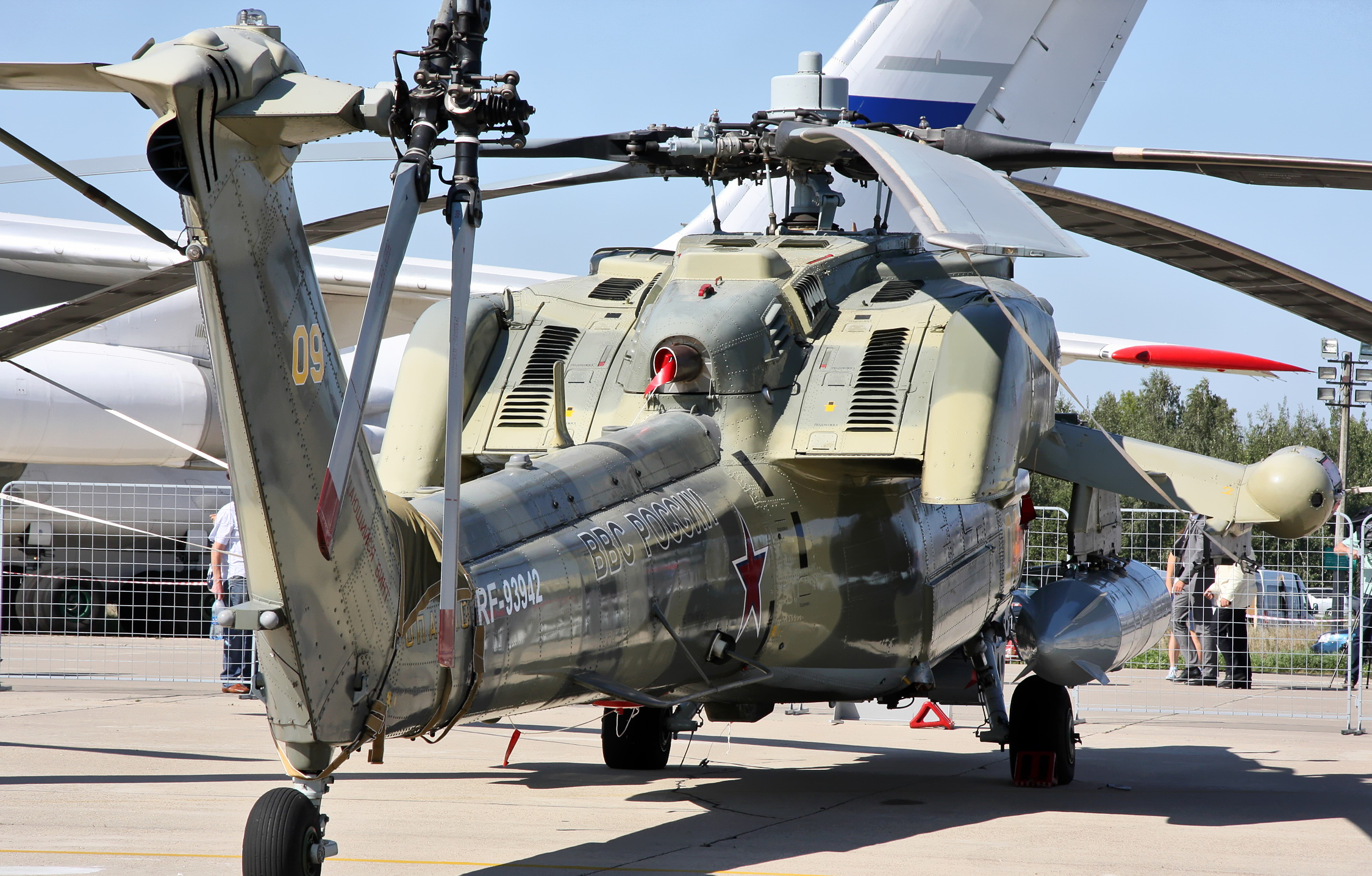
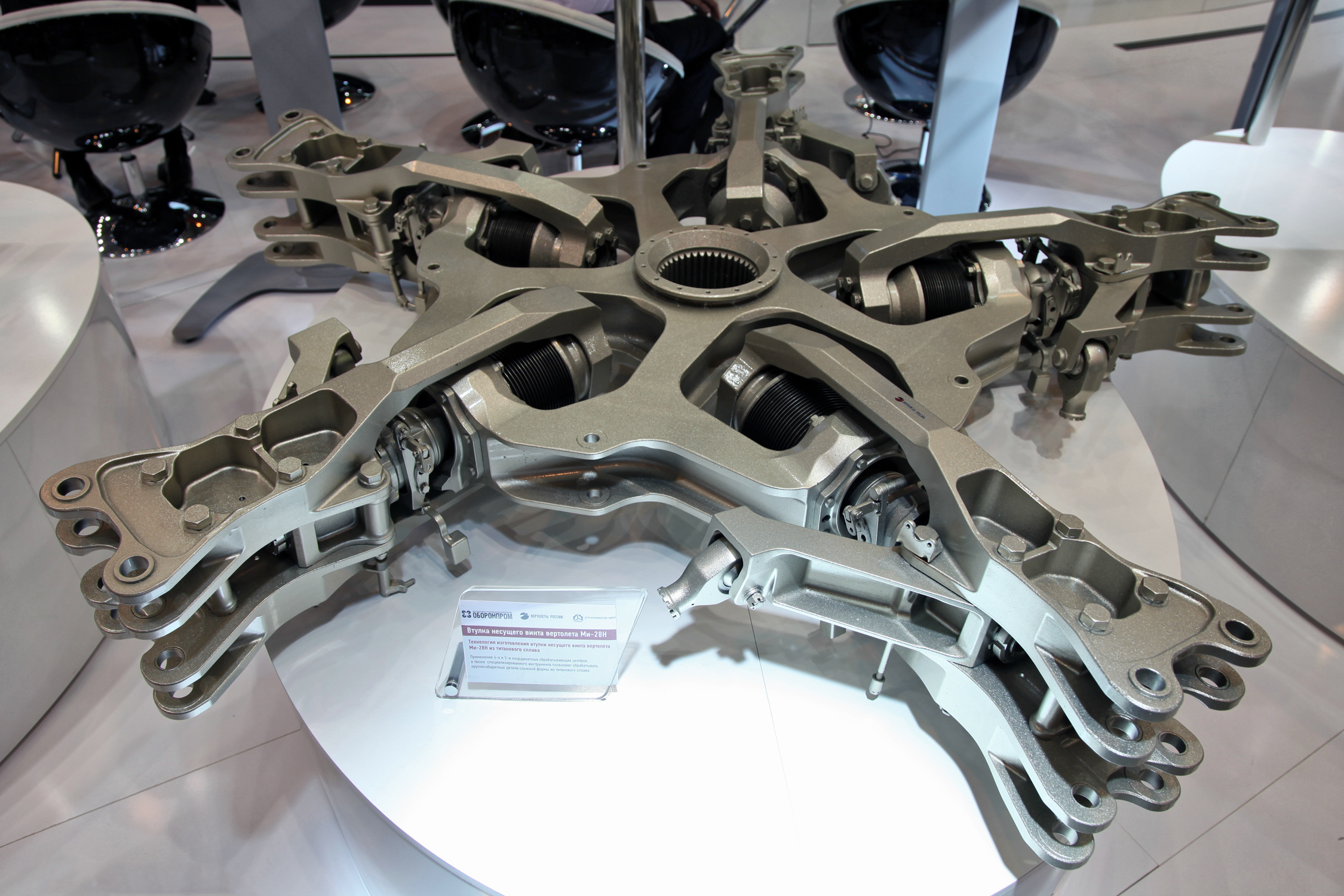
Втулка несучого гвинта
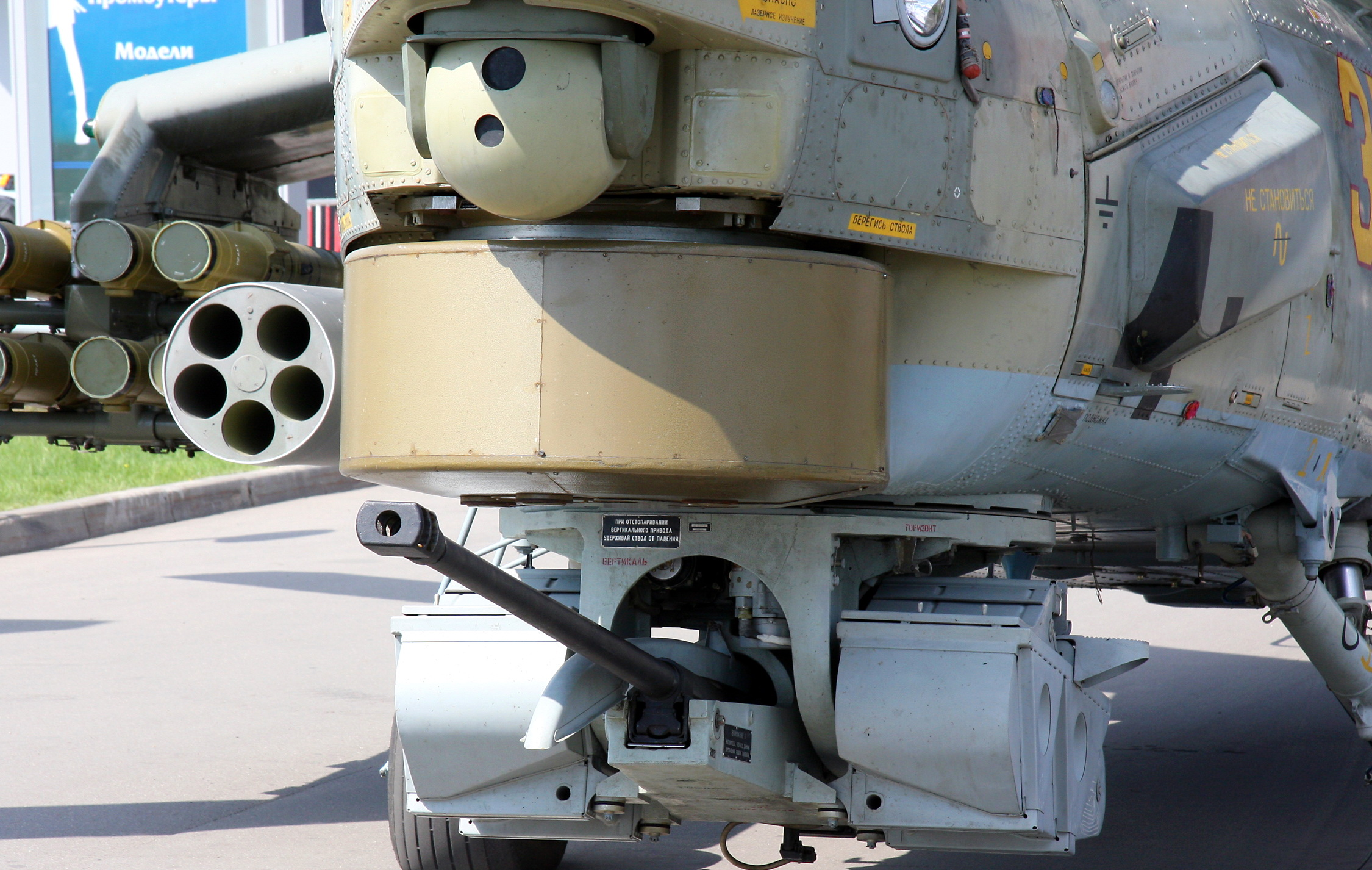
30-мм гармата 2А42
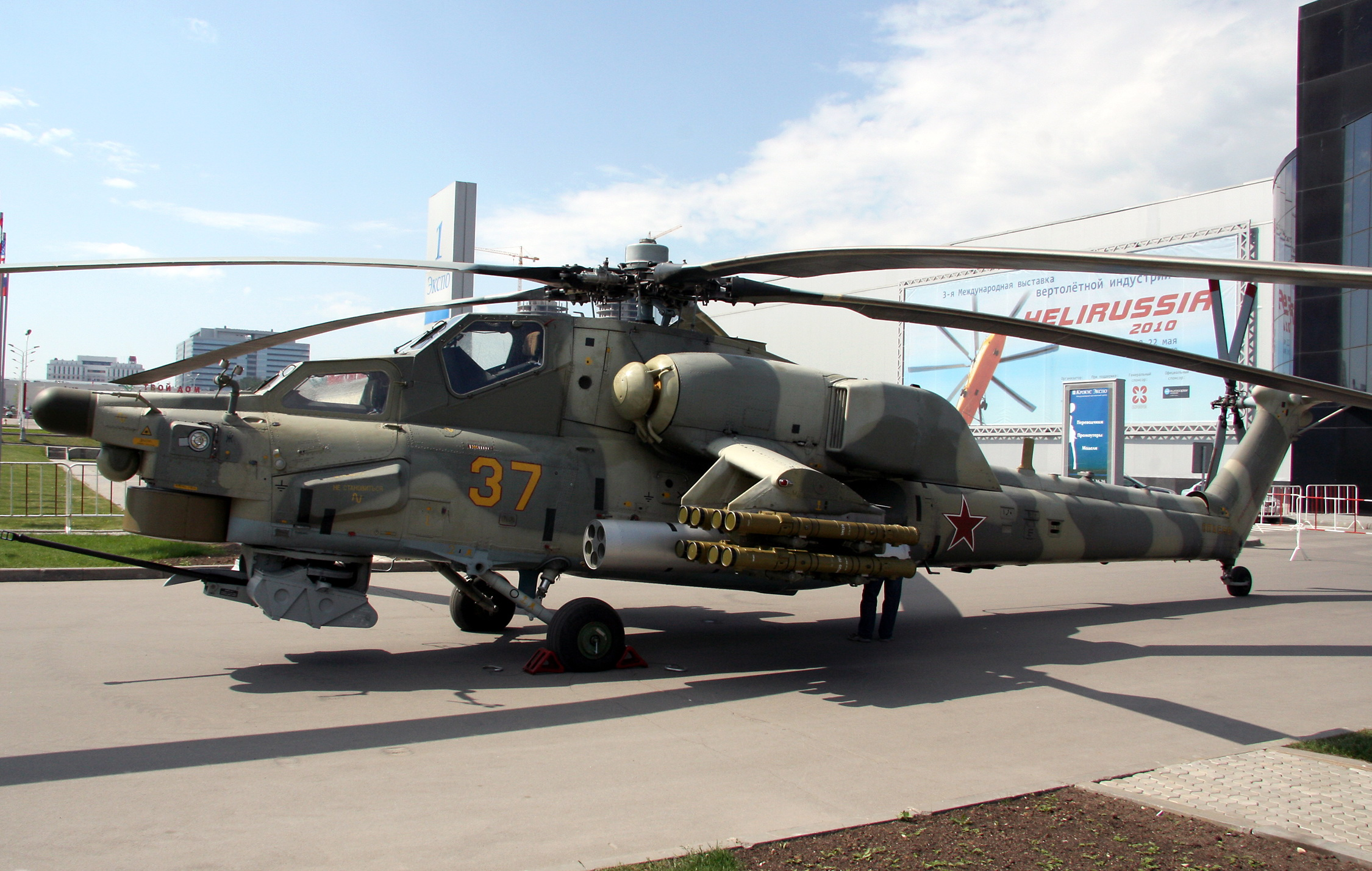
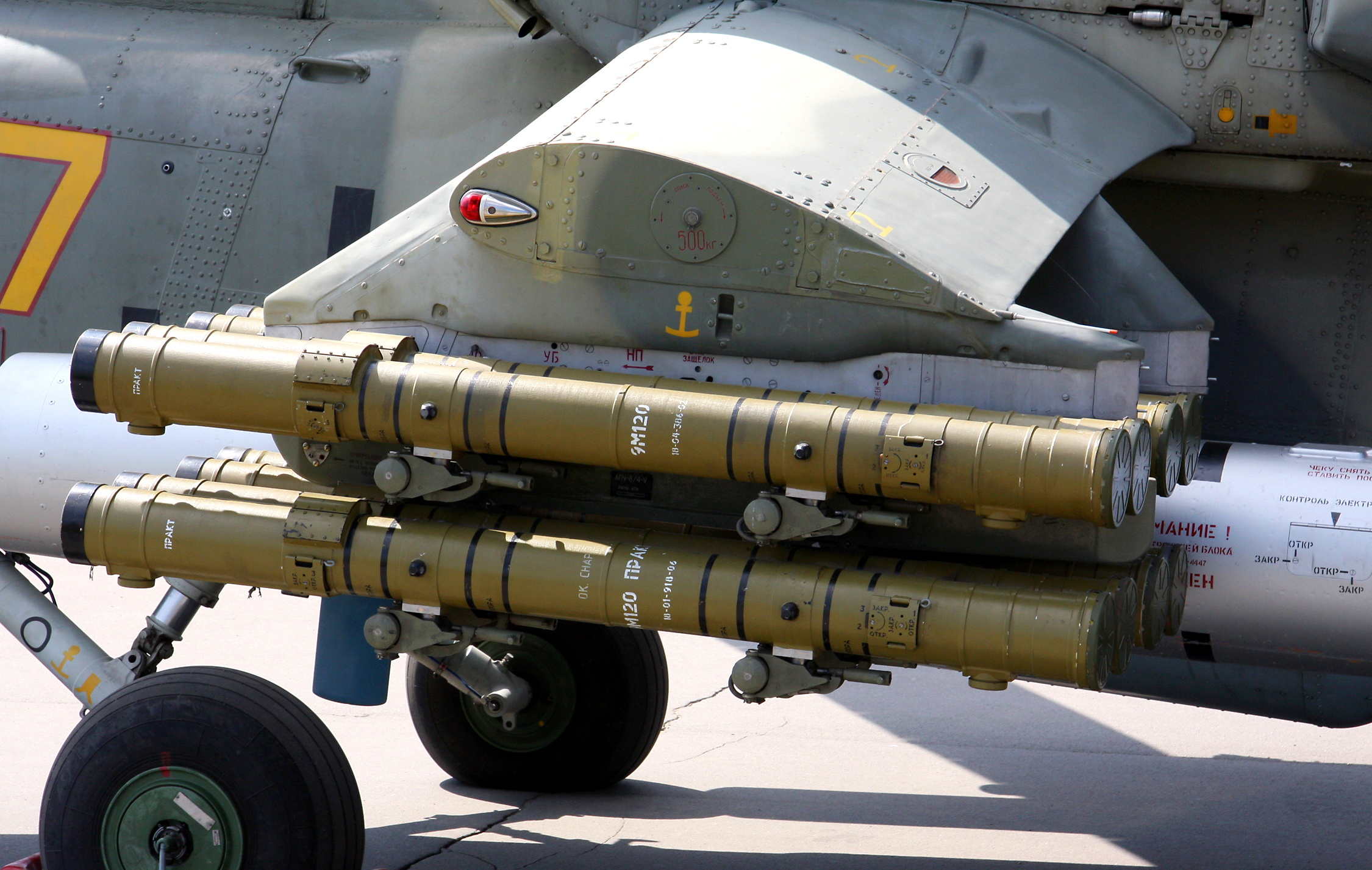
ПТКР 9М120 Атака-В